# Karel Lodewijk van Oostenrijk (1833-1896)
Karel Lodewijk Jozef Maria (Wenen, Schönbrunn, 30 juli 1833 - aldaar, 19 mei 1896), aartshertog van Oostenrijk, was de zoon van aartshertog Frans Karel en diens vrouw Sophie. Hij was een jongere broer van keizer Frans Jozef I en van de latere Mexicaanse keizer Maximiliaan. 
Volgens de overlevering zou Karel Lodewijk voorbestemd geweest zijn om met zijn nichtje Sisi te trouwen, maar die werd al uitverkoren door zijn broer, de keizer.
Zelf trouwde hij eerst met Margaretha van Saksen, dochter van Johan van Saksen en Amalia Augusta van Beieren, maar de bruid overleed na amper twee jaar huwelijk. Later huwde hij met Maria Annunciata van Bourbon-Sicilië, dochter van Ferdinand II der Beide Siciliën. 
Uit het tweede huwelijk werden de volgende kinderen geboren:
- Frans Ferdinand (18 december 1863–28 juni 1914), de aangewezen troonopvolger voor keizer Frans Jozef, tot hij in 1914 in Sarajevo vermoord zou worden, trouwde met Sophie Chotek (1868–1914)
- Otto Frans (21 april 1865–1 november 1906), vader van de latere keizer Karel I, trouwde met Maria Josepha van Saksen (1867–1944)
- Ferdinand Karel (27 december 1868–12 maart 1915), trouwde met Bertha Czuber (1879–1979)
- Margaretha Sophie (13 mei 1870–24 augustus 1902), de latere echtgenote van Albrecht van Württemberg (1865-1939)

## Derde huwelijk
In 1873 zou Karel Lodewijk nog een derde keer trouwen en wel met Maria Theresia van Bragança, dochter van de afgezette Portugese koning Michaël I. Hierdoor werd hij de schoonbroer van Karel Theodoor in Beieren, de broer van zijn schoonzus, Sisi, als ook de oom van Zita van Bourbon-Parma, (de laatste keizerin van Oostenrijk) en Felix van Bourbon-Parma, Prins gemaal van Luxemburg en koningin Elisabeth van België.
Uit dit huwelijk werden nog eens twee kinderen geboren:
- Maria Annunziata (31 juli 1876-8 april 1961), die haar leven zou doorbrengen in een klooster te Praag
- Elisabeth Amelie (7 juli 1878-13 maart 1960), die later zou trouwen met de Liechtensteinse prins Alois (1869-1955).

Karel Lodewijk was een bijzonder religieus man, in een mate die aan godsdienstwaanzin grensde. Om die reden werd hij, na het overlijden van kroonprins Rudolf, dan - als eerste in lijn - ook overgeslagen voor de troonopvolging. In plaats daarvan koos keizer Frans Jozef voor Karel Lodewijks oudste zoon. Karel Lodewijk stierf aan de gevolgen van het drinken van water uit de heilige, maar bijzonder vervuilde, Jordaan. Hij nam een paar slokken toen hij op bezoek was bij zijn zoon Frans Ferdinand, die daar aan het kuren was, in verband met zijn tuberculose. Karel Lodewijk zelf liep buiktyfus op, en overleed kort nadat hij was teruggekeerd in Wenen.

## Kwartierstaat
| Keizer Leopold II (1747-1792) | Keizer Leopold II (1747-1792) | Keizer Leopold II (1747-1792) | Keizer Leopold II (1747-1792) | Keizer Leopold II (1747-1792)            | Keizer Leopold II (1747-1792)            | Marie Louise van Bourbon (1745-1792)     | Marie Louise van Bourbon (1745-1792)     | Marie Louise van Bourbon (1745-1792)     | Marie Louise van Bourbon (1745-1792)     | Marie Louise van Bourbon (1745-1792)   | Marie Louise van Bourbon (1745-1792)   |                                        |                                        | Ferdinand I der Beide Siciliën (1751-1825) | Ferdinand I der Beide Siciliën (1751-1825) | Ferdinand I der Beide Siciliën (1751-1825)     | Ferdinand I der Beide Siciliën (1751-1825)     | Ferdinand I der Beide Siciliën (1751-1825)     | Ferdinand I der Beide Siciliën (1751-1825)     | Maria Carolina van Oostenrijk (1752-1814)      | Maria Carolina van Oostenrijk (1752-1814)      | Maria Carolina van Oostenrijk (1752-1814) | Maria Carolina van Oostenrijk (1752-1814) | Maria Carolina van Oostenrijk (1752-1814) | Maria Carolina van Oostenrijk (1752-1814) |                                           |                                           | Frederik Michael van Palts-Birkenfeld (1724-1767) | Frederik Michael van Palts-Birkenfeld (1724-1767) | Frederik Michael van Palts-Birkenfeld (1724-1767) | Frederik Michael van Palts-Birkenfeld (1724-1767) | Frederik Michael van Palts-Birkenfeld (1724-1767) | Frederik Michael van Palts-Birkenfeld (1724-1767) | Maria Francisca van Palts-Sulzbach (1724-1794) | Maria Francisca van Palts-Sulzbach (1724-1794) | Maria Francisca van Palts-Sulzbach (1724-1794) | Maria Francisca van Palts-Sulzbach (1724-1794) | Maria Francisca van Palts-Sulzbach (1724-1794) | Maria Francisca van Palts-Sulzbach (1724-1794) |                                |                                | Karel Lodewijk van Baden (1755-1801) | Karel Lodewijk van Baden (1755-1801) | Karel Lodewijk van Baden (1755-1801)       | Karel Lodewijk van Baden (1755-1801)       | Karel Lodewijk van Baden (1755-1801)       | Karel Lodewijk van Baden (1755-1801)       | Amalia van Hessen-Darmstadt (1754-1832)    | Amalia van Hessen-Darmstadt (1754-1832)    | Amalia van Hessen-Darmstadt (1754-1832) | Amalia van Hessen-Darmstadt (1754-1832) | Amalia van Hessen-Darmstadt (1754-1832) | Amalia van Hessen-Darmstadt (1754-1832) |  |  |  |  |  |  |  |  |  |  |  |  |  |  |  |  |  |  |  |  |  |  |  |  |  |  |  |  |  |  |  |  |  |  |  |  |  |  |  |  |  |  |  |  |  |  |  |  |
| Keizer Leopold II (1747-1792) | Keizer Leopold II (1747-1792) | Keizer Leopold II (1747-1792) | Keizer Leopold II (1747-1792) | Keizer Leopold II (1747-1792)            | Keizer Leopold II (1747-1792)            | Marie Louise van Bourbon (1745-1792)     | Marie Louise van Bourbon (1745-1792)     | Marie Louise van Bourbon (1745-1792)     | Marie Louise van Bourbon (1745-1792)     | Marie Louise van Bourbon (1745-1792)   | Marie Louise van Bourbon (1745-1792)   |                                        |                                        | Ferdinand I der Beide Siciliën (1751-1825) | Ferdinand I der Beide Siciliën (1751-1825) | Ferdinand I der Beide Siciliën (1751-1825)     | Ferdinand I der Beide Siciliën (1751-1825)     | Ferdinand I der Beide Siciliën (1751-1825)     | Ferdinand I der Beide Siciliën (1751-1825)     | Maria Carolina van Oostenrijk (1752-1814)      | Maria Carolina van Oostenrijk (1752-1814)      | Maria Carolina van Oostenrijk (1752-1814) | Maria Carolina van Oostenrijk (1752-1814) | Maria Carolina van Oostenrijk (1752-1814) | Maria Carolina van Oostenrijk (1752-1814) |                                           |                                           | Frederik Michael van Palts-Birkenfeld (1724-1767) | Frederik Michael van Palts-Birkenfeld (1724-1767) | Frederik Michael van Palts-Birkenfeld (1724-1767) | Frederik Michael van Palts-Birkenfeld (1724-1767) | Frederik Michael van Palts-Birkenfeld (1724-1767) | Frederik Michael van Palts-Birkenfeld (1724-1767) | Maria Francisca van Palts-Sulzbach (1724-1794) | Maria Francisca van Palts-Sulzbach (1724-1794) | Maria Francisca van Palts-Sulzbach (1724-1794) | Maria Francisca van Palts-Sulzbach (1724-1794) | Maria Francisca van Palts-Sulzbach (1724-1794) | Maria Francisca van Palts-Sulzbach (1724-1794) |                                |                                | Karel Lodewijk van Baden (1755-1801) | Karel Lodewijk van Baden (1755-1801) | Karel Lodewijk van Baden (1755-1801)       | Karel Lodewijk van Baden (1755-1801)       | Karel Lodewijk van Baden (1755-1801)       | Karel Lodewijk van Baden (1755-1801)       | Amalia van Hessen-Darmstadt (1754-1832)    | Amalia van Hessen-Darmstadt (1754-1832)    | Amalia van Hessen-Darmstadt (1754-1832) | Amalia van Hessen-Darmstadt (1754-1832) | Amalia van Hessen-Darmstadt (1754-1832) | Amalia van Hessen-Darmstadt (1754-1832) |  |  |  |  |  |  |  |  |  |  |  |  |  |  |  |  |  |  |  |  |  |  |  |  |  |  |  |  |  |  |  |  |  |  |  |  |  |  |  |  |  |  |  |  |  |  |  |  |
|                               |                               |                               |                               |                                          |                                          |                                          |                                          |                                          |                                          |                                        |                                        |                                        |                                        |                                            |                                            |                                                |                                                |                                                |                                                |                                                |                                                |                                           |                                           |                                           |                                           |                                           |                                           |                                                   |                                                   |                                                   |                                                   |                                                   |                                                   |                                                |                                                |                                                |                                                |                                                |                                                |                                |                                |                                      |                                      |                                            |                                            |                                            |                                            |                                            |                                            |                                         |                                         |                                         |                                         |  |  |  |  |  |  |  |  |  |  |  |  |  |  |  |  |  |  |  |  |  |  |  |  |  |  |  |  |  |  |  |  |  |  |  |  |  |  |  |  |  |  |  |  |  |  |  |  |
|                               |                               |                               |                               | Frans II van Oostenrijk (1768-1835)      | Frans II van Oostenrijk (1768-1835)      | Frans II van Oostenrijk (1768-1835)      | Frans II van Oostenrijk (1768-1835)      | Frans II van Oostenrijk (1768-1835)      | Frans II van Oostenrijk (1768-1835)      |                                        |                                        |                                        |                                        |                                            |                                            | Maria Theresia van Bourbon-Sicilië (1772-1807) | Maria Theresia van Bourbon-Sicilië (1772-1807) | Maria Theresia van Bourbon-Sicilië (1772-1807) | Maria Theresia van Bourbon-Sicilië (1772-1807) | Maria Theresia van Bourbon-Sicilië (1772-1807) | Maria Theresia van Bourbon-Sicilië (1772-1807) |                                           |                                           |                                           |                                           |                                           |                                           |                                                   |                                                   |                                                   |                                                   | Maximiliaan I Jozef van Beieren (1756-1825)       | Maximiliaan I Jozef van Beieren (1756-1825)       | Maximiliaan I Jozef van Beieren (1756-1825)    | Maximiliaan I Jozef van Beieren (1756-1825)    | Maximiliaan I Jozef van Beieren (1756-1825)    | Maximiliaan I Jozef van Beieren (1756-1825)    |                                                |                                                |                                |                                |                                      |                                      | Caroline van Baden (1776-1841)             | Caroline van Baden (1776-1841)             | Caroline van Baden (1776-1841)             | Caroline van Baden (1776-1841)             | Caroline van Baden (1776-1841)             | Caroline van Baden (1776-1841)             |                                         |                                         |                                         |                                         |  |  |  |  |  |  |  |  |  |  |  |  |  |  |  |  |  |  |  |  |  |  |  |  |  |  |  |  |  |  |  |  |  |  |  |  |  |  |  |  |  |  |  |  |  |  |  |  |
|                               |                               |                               |                               | Frans II van Oostenrijk (1768-1835)      | Frans II van Oostenrijk (1768-1835)      | Frans II van Oostenrijk (1768-1835)      | Frans II van Oostenrijk (1768-1835)      | Frans II van Oostenrijk (1768-1835)      | Frans II van Oostenrijk (1768-1835)      |                                        |                                        |                                        |                                        |                                            |                                            | Maria Theresia van Bourbon-Sicilië (1772-1807) | Maria Theresia van Bourbon-Sicilië (1772-1807) | Maria Theresia van Bourbon-Sicilië (1772-1807) | Maria Theresia van Bourbon-Sicilië (1772-1807) | Maria Theresia van Bourbon-Sicilië (1772-1807) | Maria Theresia van Bourbon-Sicilië (1772-1807) |                                           |                                           |                                           |                                           |                                           |                                           |                                                   |                                                   |                                                   |                                                   | Maximiliaan I Jozef van Beieren (1756-1825)       | Maximiliaan I Jozef van Beieren (1756-1825)       | Maximiliaan I Jozef van Beieren (1756-1825)    | Maximiliaan I Jozef van Beieren (1756-1825)    | Maximiliaan I Jozef van Beieren (1756-1825)    | Maximiliaan I Jozef van Beieren (1756-1825)    |                                                |                                                |                                |                                |                                      |                                      | Caroline van Baden (1776-1841)             | Caroline van Baden (1776-1841)             | Caroline van Baden (1776-1841)             | Caroline van Baden (1776-1841)             | Caroline van Baden (1776-1841)             | Caroline van Baden (1776-1841)             |                                         |                                         |                                         |                                         |  |  |  |  |  |  |  |  |  |  |  |  |  |  |  |  |  |  |  |  |  |  |  |  |  |  |  |  |  |  |  |  |  |  |  |  |  |  |  |  |  |  |  |  |  |  |  |  |
|                               |                               |                               |                               |                                          |                                          |                                          |                                          |                                          |                                          | Frans Karel van Oostenrijk (1802-1878) | Frans Karel van Oostenrijk (1802-1878) | Frans Karel van Oostenrijk (1802-1878) | Frans Karel van Oostenrijk (1802-1878) | Frans Karel van Oostenrijk (1802-1878)     | Frans Karel van Oostenrijk (1802-1878)     |                                                |                                                |                                                |                                                |                                                |                                                |                                           |                                           |                                           |                                           |                                           |                                           |                                                   |                                                   |                                                   |                                                   |                                                   |                                                   |                                                |                                                |                                                |                                                | Sophie van Beieren (1805-1872)                 | Sophie van Beieren (1805-1872)                 | Sophie van Beieren (1805-1872) | Sophie van Beieren (1805-1872) | Sophie van Beieren (1805-1872)       | Sophie van Beieren (1805-1872)       |                                            |                                            |                                            |                                            |                                            |                                            |                                         |                                         |                                         |                                         |  |  |  |  |  |  |  |  |  |  |  |  |  |  |  |  |  |  |  |  |  |  |  |  |  |  |  |  |  |  |  |  |  |  |  |  |  |  |  |  |  |  |  |  |  |  |  |  |
|                               |                               |                               |                               |                                          |                                          |                                          |                                          |                                          |                                          | Frans Karel van Oostenrijk (1802-1878) | Frans Karel van Oostenrijk (1802-1878) | Frans Karel van Oostenrijk (1802-1878) | Frans Karel van Oostenrijk (1802-1878) | Frans Karel van Oostenrijk (1802-1878)     | Frans Karel van Oostenrijk (1802-1878)     |                                                |                                                |                                                |                                                |                                                |                                                |                                           |                                           |                                           |                                           |                                           |                                           |                                                   |                                                   |                                                   |                                                   |                                                   |                                                   |                                                |                                                |                                                |                                                | Sophie van Beieren (1805-1872)                 | Sophie van Beieren (1805-1872)                 | Sophie van Beieren (1805-1872) | Sophie van Beieren (1805-1872) | Sophie van Beieren (1805-1872)       | Sophie van Beieren (1805-1872)       |                                            |                                            |                                            |                                            |                                            |                                            |                                         |                                         |                                         |                                         |  |  |  |  |  |  |  |  |  |  |  |  |  |  |  |  |  |  |  |  |  |  |  |  |  |  |  |  |  |  |  |  |  |  |  |  |  |  |  |  |  |  |  |  |  |  |  |  |
|                               |                               |                               |                               |                                          |                                          |                                          |                                          |                                          |                                          |                                        |                                        |                                        |                                        |                                            |                                            |                                                |                                                |                                                |                                                |                                                |                                                |                                           |                                           |                                           |                                           |                                           |                                           |                                                   |                                                   |                                                   |                                                   |                                                   |                                                   |                                                |                                                |                                                |                                                |                                                |                                                |                                |                                |                                      |                                      |                                            |                                            |                                            |                                            |                                            |                                            |                                         |                                         |                                         |                                         |  |  |  |  |  |  |  |  |  |  |  |  |  |  |  |  |  |  |  |  |  |  |  |  |  |  |  |  |  |  |  |  |  |  |  |  |  |  |  |  |  |  |  |  |  |  |  |  |
|                               |                               |                               |                               |                                          |                                          |                                          |                                          |                                          |                                          |                                        |                                        |                                        |                                        |                                            |                                            |                                                |                                                |                                                |                                                |                                                |                                                |                                           |                                           |                                           |                                           |                                           |                                           |                                                   |                                                   |                                                   |                                                   |                                                   |                                                   |                                                |                                                |                                                |                                                |                                                |                                                |                                |                                |                                      |                                      |                                            |                                            |                                            |                                            |                                            |                                            |                                         |                                         |                                         |                                         |  |  |  |  |  |  |  |  |  |  |  |  |  |  |  |  |  |  |  |  |  |  |  |  |  |  |  |  |  |  |  |  |  |  |  |  |  |  |  |  |  |  |  |  |  |  |  |  |
|                               |                               |                               |                               | Frans Jozef I van Oostenrijk (1830-1916) | Frans Jozef I van Oostenrijk (1830-1916) | Frans Jozef I van Oostenrijk (1830-1916) | Frans Jozef I van Oostenrijk (1830-1916) | Frans Jozef I van Oostenrijk (1830-1916) | Frans Jozef I van Oostenrijk (1830-1916) |                                        |                                        |                                        |                                        | Maximiliaan van Mexico (1832-1867)         | Maximiliaan van Mexico (1832-1867)         | Maximiliaan van Mexico (1832-1867)             | Maximiliaan van Mexico (1832-1867)             | Maximiliaan van Mexico (1832-1867)             | Maximiliaan van Mexico (1832-1867)             |                                                |                                                |                                           |                                           | Karel Lodewijk van Oostenrijk (1833-1896) | Karel Lodewijk van Oostenrijk (1833-1896) | Karel Lodewijk van Oostenrijk (1833-1896) | Karel Lodewijk van Oostenrijk (1833-1896) | Karel Lodewijk van Oostenrijk (1833-1896)         | Karel Lodewijk van Oostenrijk (1833-1896)         |                                                   |                                                   |                                                   |                                                   | Maria Anna Carolina van Oostenrijk (1835-1840) | Maria Anna Carolina van Oostenrijk (1835-1840) | Maria Anna Carolina van Oostenrijk (1835-1840) | Maria Anna Carolina van Oostenrijk (1835-1840) | Maria Anna Carolina van Oostenrijk (1835-1840) | Maria Anna Carolina van Oostenrijk (1835-1840) |                                |                                |                                      |                                      | Lodewijk Victor van Oostenrijk (1842-1919) | Lodewijk Victor van Oostenrijk (1842-1919) | Lodewijk Victor van Oostenrijk (1842-1919) | Lodewijk Victor van Oostenrijk (1842-1919) | Lodewijk Victor van Oostenrijk (1842-1919) | Lodewijk Victor van Oostenrijk (1842-1919) |                                         |                                         |                                         |                                         |  |  |  |  |  |  |  |  |  |  |  |  |  |  |  |  |  |  |  |  |  |  |  |  |  |  |  |  |  |  |  |  |  |  |  |  |  |  |  |  |  |  |  |  |  |  |  |  |

## Noot
1. ↑  John van der Kiste, Windsor and Habsburg. The British an Austrian reigning houses 1848-1922, Gloucester, 1987, ISBN 0-86299-338-5, p. 111

- Gemeinsame Normdatei: 119523620
- International Standard Name Identifier: 0000 0001 0799 2530
- Library of Congress Control Number: nb2008006110
- Nationale Bibliotheek van Tsjechië: jn20000700858
- Nationale Bibliotheek van Israël: 987007389211005171
- Nationale Bibliotheek van Polen: a0000003207299
- Nederlandse Thesaurus van Auteursnamen: 120247771
- Virtual International Authority File: 38868836